# Stenoma minor
Stenoma minor es una especie de polilla del género Stenoma, orden Lepidoptera.
Fue descrita científicamente por Busck en 1914.

## Distribución
Stenoma minor habita en el continente de América, en Panamá.